# Ахмед Секу Туре
Ахмед Секу Туре (фр. Ahmed Sékou Touré; Фарана, 9. јануар 1922 — Кливленд, 26. март 1984) је био први председник Гвинеје.

## Биографија
Каријеру је започео у пошти. Године 1946. био је један од суоснивача партије Афричког демократског збора (Rassemblement Démocratique Africain), од које је 1947. године настала антиколонијална „Демократска партија Гвинеје (Parti Démocratique de Guinée, PDG). Постао је председавајући гвинејског синдиката 1948.
Године 1956. изабран је за представника Гвинеје у француској скупштини и градоначелника Конакрија. Када је земља стекла полу-аутономију, његова партија је постала најјача у земљи, док је Секу Туре постао заменик председника гвинејске скупштине.
Гвинеја је стекла независност 2. октобра 1958. године, а Секу Туре је постао њен први председник. Из ове године потиче његов чувени одговор француском председнику Шарлу де Голу: „Радије ћемо живети сиромашни у слободи, него богати у ропству“ (Nous préférons la liberté dans la pauvreté à la richesse dans l’esclavage).
За финансијску и административну помоћ Гвинеји Секу Туре се обратио Совјетском Савезу. Пропагирао је идеју панафричког социјализма и подржавао антиколонијалистичке покрете на југу Африке, у Гвинеји-Бисао и на Зеленортским острвима. Прогањао је и ликвидирао политичке противнике у земљи. Процењује се да је у његово време из Гвинеје избегло око 2 милиона људи.
При крају своје владавине, током 1980-их, првенствено због протеста у земљи, ублажио је своју унутрашњу политику и покушао да економски унапреди земљу кроз боље односе са западом. Међу афричким лидерима играо је улогу посредника.
У октобру 2021. године, поводом 50. годишњице масакра у октобру 1971, родбина 70 Гвинејаца погубљених под режимом Секоу Тоуре затражила је од предсједника Мамади Доумбоуиа рехабилитацију и достојанствен укоп за жртве.